# Provinces de Finlande
Ne doit pas être confondu avec Provinces historiques de Finlande.
Les provinces de Finlande sont une ancienne division administrative de la Finlande, disparue au 1er janvier 2010 à la suite d'une réforme territoriale.
La Finlande a été historiquement subdivisée en plusieurs provinces (läänit en finnois, län en suédois).
Cette division a été formalisée en 1634, à l'époque où la Finlande faisait partie du royaume de Suède. Ces provinces historiques ont ensuite subi plusieurs redécoupages. La dernière réorganisation a eu lieu en 1997 et a ramené leur nombre à six (douze auparavant), elles-mêmes divisées en vingt régions.

## Organisation
L'autorité de la province faisait partie de la branche exécutive du gouvernement central, un système qui n'a que peu changé entre 1634 et 2009. Les provinces finlandaises n'étaient donc que des administrations déconcentrées de l'État et ne disposaient pas d'une autonomie politique, à l'exception d'Åland.
L'État de la Finlande est bilingue depuis la fin du XIXe siècle (finnois et suédois). Les bureaux gouvernementaux et administrations utilisent les deux langues au contact du public.
Chaque province disposait d'un bureau provincial d'État (Lääninhallitus/Länsstyrelse) qui agissait en tant qu'autorité provinciale commune pour sept ministères dans les domaines suivants :
- Social et santé
- Éducation et culture
- Administration de la police
- Services de secours
- Équipement
- Affaires concurrence et consommation
- Administration judiciaire

Chaque autorité d'administration provinciale était dirigée par un gouverneur (Maaherra, Landshövding) nommé par le président après une proposition du cabinet. Tous les crédits disponibles au niveau de la province provenaient du budget de l'État.

## Les provinces finlandaises (1997 - 2009)
| « Provinces », nouveaux läänit ou län | Noms finnois et suédois                                       | Capitale                   | Population (2003) | Superficie en km² | Anciens läänit ou län                                    |
| ------------------------------------- | ------------------------------------------------------------- | -------------------------- | ----------------- | ----------------- | -------------------------------------------------------- |
| 1. Finlande méridionale               | Etelä-Suomen lääni, (Södra Finlands län)                      | Hämeenlinna, (Tavastehus)  | 2 116 914         | 34 378            | Uusimaa, Kymi, Häme (sauf Pirkanmaa)                     |
| 2. Finlande occidentale               | Länsi-Suomen lääni, (Västra Finlands län)                     | (Turku), Åbo               | 1 848 269         | 74 185            | Vaasa, Turku & Pori, Finlande centrale, Häme (Pirkanmaa) |
| 3. Finlande orientale                 | Itä-Suomen lääni, (Östra Finlands län)                        | Mikkeli, (S:t Michel)      | 582 781           | 48 726            | Kuopio, Carélie du nord, Mikkeli                         |
| 4. Province d'Oulu                    | Oulun lääni, (Uleåborgs län)                                  | Oulu, (Uleåborg)           | 458 504           | 57 000            | Oulu                                                     |
| 5. Laponie                            | Lapin lääni, (Lapplands län)                                  | Rovaniemi                  | 186 917           | 98 946            | Laponie                                                  |
| 6. Åland                              | (Ahvenanmaan lääni), Ålands län (régime autonome particulier) | (Maarianhamina), Mariehamn | 26 000            | 6 784             | Åland (on n'y parle que suédois)                         |

## Suppression des provinces
Une réforme territoriale de 2009 a entraîné la disparition des provinces au 1er janvier 2010. Seules subsistent les régions, qui quant à elles ne sont pas issues de la décentralisation de l'État mais plutôt des regroupements de municipalités. À l'ancien échelon provincial, des agences d'administration régionale (aluehallintovirasto en finnois) ont été mises en place et ont pris en charge une partie des tâches de la collectivité territoriale disparue.